# A Dangerous Meeting
A Dangerous Meeting kompilacija je Kinga Diamonda i Mercyful Fatea. Diskografska kuća Roadrunner Records objavila ga je 6. listopada 1992.

## Popis pjesama
| 1.    | »Doomed by the Living Dead« | King Diamond, Hank Shermann | Mercyful Fate | 5:08 |
| 2.    | »A Corpse Without Soul«     | Diamond, Shermann           | Mercyful Fate | 6:56 |
| 3.    | »Evil«                      | Diamond, Shermann           | Mercyful Fate | 4:45 |
| 4.    | »Curse of the Pharaohs«     | Diamond, Shermann           | Mercyful Fate | 3:58 |
| 5.    | »A Dangerous Meeting«       | Shermann                    | Mercyful Fate | 5:11 |
| 6.    | »Gypsy«                     | Michael Denner, Diamond     | Mercyful Fate | 3:08 |
| 7.    | »Come to the Sabbath«       | Diamond                     | Mercyful Fate | 5:18 |
| 8.    | »The Candle«                | Diamond                     | King Diamond  | 6:42 |
| 9.    | »Charon«                    | Denner, Diamond             | King Diamond  | 4:17 |
| 10.   | »Halloween«                 | Denner, Diamond             | King Diamond  | 4:14 |
| 11.   | »No Presents for Christmas« | Denner, Diamond             | King Diamond  | 4:21 |
| 12.   | »Arrival«                   | Diamond                     | King Diamond  | 5:28 |
| 13.   | »Abigail«                   | Diamond                     | King Diamond  | 4:51 |
| 14.   | »Welcome Home«              |                             | King Diamond  | 4:37 |
| 15.   | »Sleepless Nights«          | Diamond, Andy LaRocque      | King Diamond  | 5:04 |
| 16.   | »Eye of the Witch«          | Diamond                     | King Diamond  | 3:49 |
| 77:47 |                             |                             |               |      |

## Zasluge
Mercyful Fate
- King Diamond – vokal
- Hank Shermann – gitara
- Michael Denner – gitara
- Timi "Grabber" Hansen – bas-gitara
- Kim Ruzz – bubnjevi

King Diamond
- King Diamond – vokal
- Andy LaRocque – klavijature, gitara
- Hal Patino – bas-gitara
- Mikkey Dee – bubnjevi
- Pete Blakk – gitara
- Snowy Shaw – bubnjevi

Ostalo osoblje
- Alex Solca – fotografije
- Chuck Emery – fotografije
- Eric de Haas – fotografije
- Randee St. Nicholas – fotografije
- Andreas Marschall – naslovnica albuma